# Lèmur mostela septentrional
El lèmur mostela septentrional (Lepilemur septentrionalis) és una espècie de lèmur mostela. Com tots els lèmurs, és endèmic de Madagascar. Està amenaçat per la pèrdua d'hàbitat i se'l considera un d'«Els 25 primats més amenaçats del món».